# 461-es busz (Kecskemét)
A kecskeméti 461 jelzésű autóbusz a Széchenyi tér és Kisfái között közlekedik. A viszonylatot a Kecskeméti Közlekedési Központ megrendelésére az Inter Tan-Ker Zrt. üzemelteti.

## Útvonala
| Kisfái felé | Széchenyi tér felé |
| --- | --- |
| Széchenyi tér vá. – Szilády Károly körút – Kölcsey utca – Dobó István körút – Batthyány utca – Katona József tér – Csányi János körút – Rákóczi út – Kuruc körút – Szolnoki út – Békéscsabai út – Mészöly Gyula út – – 4622. sz út – Borbási bekötőút – Borbás, forduló – Borbári bekötőút – 4622. sz. út – – Kisfái bekötőút – Kisfái vá. | Kisfái vá. – Kisfái bekötőút – – 4622. sz út – Borbási bekötőút – Borbás, forduló – Borbári bekötőút – 4622. sz. út – – Mészöly Gyula út – Békéscsabai út – Szolnoki út – Kuruc körút – Rákóczi út – Koháry István körút – Hornyik János körút – Széchenyi tér vá. |

## Megállóhelyei
Az átszállási kapcsolatok között az azonos útvonalon közlekedő 4-es és 4C buszok nincsenek feltüntetve.
| 461 (Széchenyi tér ◄► Borbás ◄► Kisfái) | 461 (Széchenyi tér ◄► Borbás ◄► Kisfái) | 461 (Széchenyi tér ◄► Borbás ◄► Kisfái) | 461 (Széchenyi tér ◄► Borbás ◄► Kisfái) | 461 (Széchenyi tér ◄► Borbás ◄► Kisfái) | 461 (Széchenyi tér ◄► Borbás ◄► Kisfái) | 461 (Széchenyi tér ◄► Borbás ◄► Kisfái)                                                                   | 461 (Széchenyi tér ◄► Borbás ◄► Kisfái)                                                                                  |
| Perc (↓)                                | Perc (↓)                                | Perc (↓)                                | Megállóhely                             | Perc (↑)                                | Perc (↑)                                | Perc (↑)                                                                                                  | Átszállási kapcsolatok                                                                                                   |
| --------------------------------------- | --------------------------------------- | --------------------------------------- | --------------------------------------- | --------------------------------------- | --------------------------------------- | --- | --- |
| 0                                       | 0                                       |                                         | Széchenyi tér végállomás                | 31                                      | 27                                      | 18 | 2, 2A, 2D, 2S, 3, 3A, 5, 6, 7, 7C, 9, 10, 11, 11A, 12, 13, 13D, 13K, 14, 16, 18, 20, 20H, 23, 23A, 28, 29, 34A, 169, 916 |
| 2                                       | 2                                       | Dobó körút                              | ∫                                       | ∫                                       | ∫                                       | 1, 2, 2A, 2D, 2S, 6, 7, 7C, 11, 11A, 13, 13D, 13K, 15, 19, 28, 32 Helyközi buszok                         | |
| 4                                       | 4                                       | Katona József Színház                   | ∫                                       | ∫                                       | ∫                                       | 1, 2, 2A, 2D, 2S, 3, 3A, 6, 7, 7C, 11, 11A, 12, 13, 13K, 15, 18, 19, 20H, 23, 23A, 28, 32 Helyközi buszok | |
| 6                                       | 6                                       | Cifrapalota                             | 28                                      | 24                                      | 15                                      | 1, 2, 2A, 2D, 2S, 7, 7C, 12, 15, 18, 19, 20H, 23, 23A, 32 Helyközi buszok                                 | |
| 9                                       | 9                                       | Víztorony                               | 26                                      | 22                                      | 13                                      | 12, 21, 21D, 25 Helyközi buszok                                                                           | |
| 10                                      | 10                                      | 0                                       | Aluljáró vonalközi induló végállomás    | 25                                      | 21                                      | 12 | 12, 25 Helyközi buszok Távolsági járatok                                                                                 |
| 11                                      | 11                                      | 1                                       | Konzervgyár                             | 24                                      | 20                                      | 11 | 25 Helyközi buszok |
| 12                                      | 12                                      | 2                                       | Szőlőfürt Fogadó                        | 23                                      | 19                                      | 10 | 25 Helyközi buszok |
| ∫                                       | ∫                                       | ∫                                       | Phoenix Mecano                          | 21                                      | ∫                                       | ∫ | Helyközi buszok |
| ∫                                       | ∫                                       | ∫                                       | Sarolta utca                            | 20                                      | ∫                                       | ∫ | 25 |
| 13                                      | 13                                      | 3                                       | Szolnokihegy                            | 18                                      | 18                                      | 9 | Helyközi buszok |
| 15                                      | 15                                      | 5                                       | Vasúti átjáró                           | 16                                      | 7                                       | 14 | Helyközi buszok |
| 17                                      | 17                                      | 7                                       | Repülőtér                               | 14                                      | 14                                      | 5 | Helyközi buszok Távolsági járatok                                                                                        |
| 20                                      | ∫                                       | 10                                      | Mintagyümölcsös                         | 11                                      | 11                                      | ∫ | Helyközi buszok |
| 22                                      | ∫                                       | 12                                      | Határ út                                | 8                                       | 8                                       | ∫ | Helyközi buszok Távolsági járatok                                                                                        |
| 23                                      | ∫                                       | 13                                      | Borbás tanya 10.                        | ∫                                       | ∫                                       | ∫ | |
| 24                                      | ∫                                       | 14                                      | Borbás                                  | 6                                       | 6                                       | ∫ | |
| ∫                                       | ∫                                       | ∫                                       | Borbás tanya 10.                        | 5                                       | 5                                       | ∫ | |
| 26                                      | ∫                                       | 16                                      | Határ út                                | 4                                       | 4                                       | ∫ | Helyközi buszok Távolsági járatok                                                                                        |
| 29                                      | 20                                      | 19                                      | Mintagyümölcsös                         | 2                                       | 2                                       | 2 | Helyközi buszok |
| 30                                      | 21                                      | 20                                      | Kisfái, Tanüzem                         | 1                                       | 1                                       | 1 | |
| 31                                      | 22                                      | 21                                      | Kisfái végállomás                       | 0                                       | 0                                       | 0 | |